# Campeonato da Grécia de Ciclismo Contrarrelógio
O Campeonatos da Grécia de Ciclismo Contrarrelógio organizam-se anualmente e ininterruptamente desde o ano 2000 para determinar o campeão ciclista da Grécia de cada ano, na modalidade.
O título outorga-se ao vencedor de uma única corrida, na modalidade de Contrarrelógio individual. O vencedor obtém o direito a portar uma camisola com as cores da Bandeira da Grécia até ao campeonato do ano seguinte, somente quando disputa provas Contrarrelógio.
O corredor mais laureado é Ioannis Tamouridis, com dez vitórias.

## Palmarés

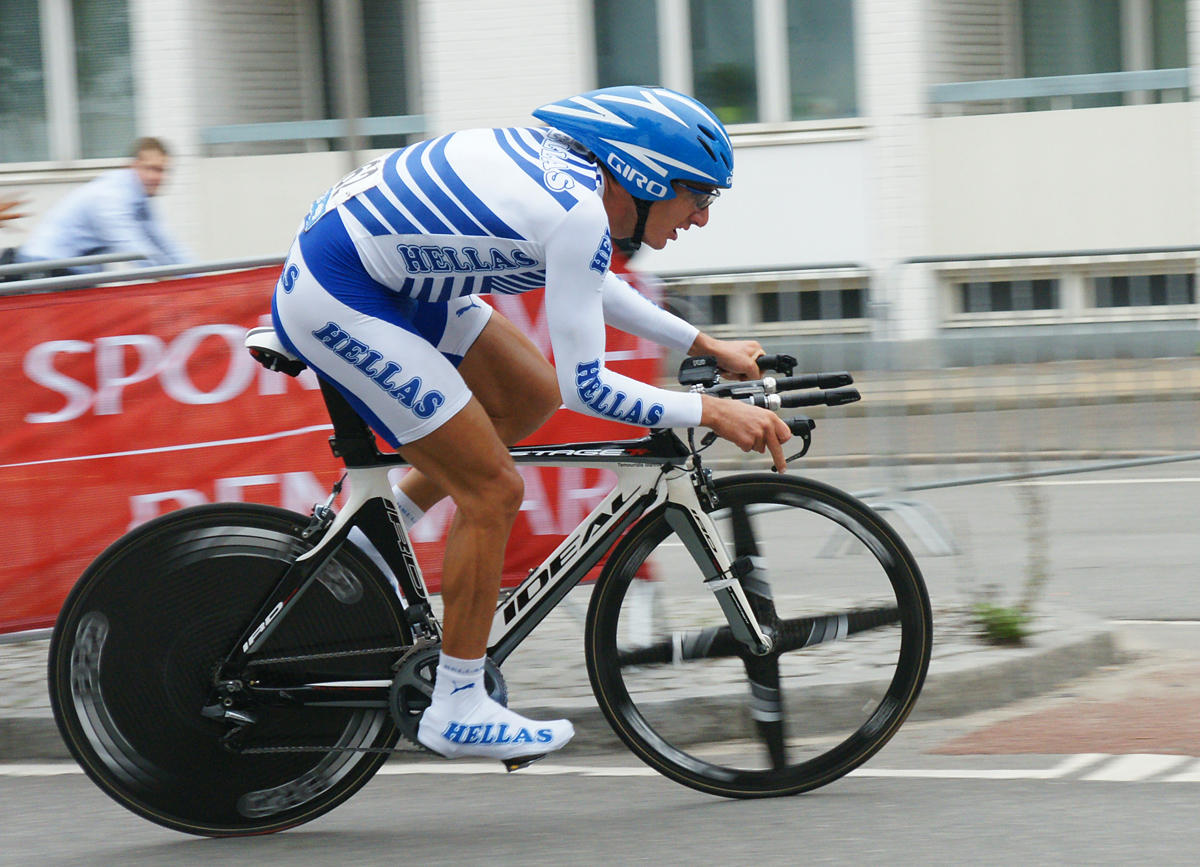
Ioannis Tamouridis campeão em dez ocasiões.

| Ano  | Vencedor               | Segundo                  | Terceiro                        |
| 2000 | Ioannis Tamouridis     |                          |                                 |
| 2001 | Vasilis Anastopoulos   | Iosif Dalezios           | Panagiotis Lekkas               |
| 2002 | Iosif Dalezios         | Vasilis Anastopoulos     | Elpidoforos Potouridis          |
| 2003 | Ioannis Tamouridis     | Vasilis Anastopoulos     | Elpidoforos Potouridis          |
| 2004 | Elpidoforos Potouridis | Vasilis Anastopoulos     | Minas Malatos                   |
| 2005 | Ioannis Tamouridis     | Elpidoforos Potouridis   | Vasilis Anastopoulos            |
| 2006 | Elpidoforos Potouridis | Iosif Dalezios           | Georgios Tentsos                |
| 2007 | Georgios Tentsos       | Sotirios Exarchopoulos   | Vasilis Anastopoulos            |
| 2008 | Iosif Dalezios         | Georgios Tzortzakis      | Elpidoforos Potouridis          |
| 2009 | Ioannis Tamouridis     | Vasilis Anastopoulos     | Iosif Dalezios                  |
| 2010 | Ioannis Tamouridis     | Emmanouil Daskalakis     | Periklis Ilias                  |
| 2011 | Ioannis Tamouridis     | Panagiotis Exarchopoulos | Pavlos Chalkiopoulos            |
| 2012 | Ioannis Tamouridis     | Polychronis Tzortzakis   | Neofytos Sakellaridis           |
| 2013 | Ioannis Tamouridis     | Neofytos Sakellaridis    | Polychronis Tzortzakis          |
| 2014 | Polychronis Tzortzakis | Ioannis Tamouridis       | Neofytos Sakellaridis Magkouras |
| 2015 | Ioannis Tamouridis     | Neofytos Sakellaridis    | Ioannis Spanopoulos             |
| 2016 | Ioannis Tamouridis     | Polychronis Tzortzakis   | Geórgios Boúglas                |
| 2017 | Polychronis Tzortzakis | Charálampos Kastrantás   | Stylianós Farantákis            |
| 2018 | Stylianós Farantákis   | Polychronis Tzortzakis   | Charálampos Kastrantás          |
| 2019 | Polychronis Tzortzakis | Geórgios Boúglas         | Miltiadis Giannoutsos           |
| 2020 | Polychronis Tzortzakis | Alexandros Avdelas       | Panagiotis Karatsivis           |
| 2021 | Polychronis Tzortzakis | Alex Mengoulas           | Dimitrios Christakos            |
| 2022 | Periklis Ilias         | Miltiadis Giannoutsos    | Geórgios Boúglas                |